# Chen Yongyan
Dans ce nom chinois, le nom de famille, Chen, précède le nom personnel.
Chen Yongyan (chinois : 陳 永妍), née le 19 octobre, est une gymnaste artistique chinoise.
Elle est la femme du gymnaste Li Ning.

## Palmarès

### Jeux olympiques
- Los Angeles 1984
  -  médaille de bronze au concours par équipes

### Championnats du monde
- Moscou 1981
  -  médaille d'argent au concours par équipes
  -  médaille d'argent à la poutre